# Bonakwassi
Bonakwassi est un village de la Région du Littoral au Cameroun, situé dans la commune de Bonaléa

## Population et développement
En 1967, la population de Bonakwassi était de 99 habitants, essentiellement des Bankon (Abo). 